# Pietro Vitalini
Pietro Vitalini (Bormio, 29 giugno 1967) è un ex sciatore alpino e imprenditore italiano specialista delle prove veloci.

## Biografia

### Carriera sciistica
Vitalini, originario di Valfurva, in Coppa del Mondo ottenne il primo piazzamento di rilievo il 20 marzo 1988 a Åre in discesa libera (15º) e il primo podio il 10 gennaio 1993 a Garmisch-Partenkirchen nella medesima specialità (2º). In quella stessa stagione esordì ai Campionati mondiali: nella rassegna iridata di Morioka 1993, sempre in discesa libera, fu 18º. Ai XVII Giochi olimpici invernali di Lillehammer 1994, sua unica presenza olimpica, si classificò 13º nella discesa libera e 16º nel supergigante.
Nel 1995 fu autore di un'impressionante caduta sulla Streif di Kitzbühel: saltò le reti di protezione a bordo pista ma non riportò conseguenze, tanto da arrivare 5º in un'altra discesa libera disputata il giorno dopo; tale caduta gli valse il nomignolo di "Alitalia". Nelle stagioni successive prese il via alle discese libere iridate di Sierra Nevada 1996 (15º), Sestriere 1997 (7º) e Vail/Beaver Creek 1999 (19º); colse nella medesima specialità anche l'ultimo podio (2º a Kvitfjell il 2 marzo 1997) e l'ultimo piazzamento (21º in Sierra Nevada il 10 marzo 1999) in Coppa del Mondo. Si ritirò al termine di quella stessa stagione 1998-1999 e la sua ultima gara fu una discesa libera FIS disputata il 30 marzo a Ovindoli.

### Carriera imprenditoriale
Nel 2005 fondò la Vitalini Performance Ski Wear, società per la produzione e la commercializzazione di capi tecnici per lo sci dedicati a sci club e scuole di sci; l'azienda ha sede a Sant'Antonio di Valfurva.

### Altre attività
Dopo il ritiro divenne commentatore sportivo per la Radiotelevisione svizzera; è vicepresidente dell'associazione filantropica Sciare per la vita, dedicata alla lotta contro la leucemia.

## Palmarès

### Coppa del Mondo
- Miglior piazzamento in classifica generale: 17º nel 1997
- 5 podi:
  - 3 secondi posti (tutti in discesa libera)
  - 2 terzi posti (1 in discesa libera e 1 in supergigante)

### Campionati italiani
- 3 medaglie[3]:
  - 2 ori (discesa libera nel 1988; discesa libera nel 1992)
  - 1 bronzo (supergigante nel 1993)